# MPlayer
MPlayer es un reproductor multimedia multiplataforma liberado bajo la licencia GPL. 
Reproduce la mayoría de los archivos MPEG, VOB, AVI, OGG/OGM, MKV, VIVO, ASF/WMA/WMV, QT/MOV/MP4, FLI, RM, NuppelVideo, YUV4MPEG, FILM, RoQ, PVA, soportados por algunos códecs nativos, XAnim, y DLL's Win32. Además puede reproducir VideoCD, SVCD, DVD, 3ivx y DivX/Xvid 3/4/5.
También trae la opción para subtítulos, soportando 14 formatos diferentes (MicroDVD, SubRip, SubViewer, Sami, VPlayer, RT, SSA, AQTitle, JACOsub, VobSub, CC, OGM, PJS y MPsub).
Junto al paquete de descarga de MPlayer, se puede encontrar la aplicación MEncoder, una herramienta esencial para el proceso de codificación de vídeo o audio. Además trae por defecto un GUI hecho en GTK+ llamado gmplayer, aunque existen también algunos otros GUI's como por ejemplo SMPlayer, el cual está hecho en Qt.
El reproductor puede funcionar en la mayoría de las plataformas, incluyendo Linux, derivados de Unix, Mac OS X, Syllable, MorphOS, AmigaOS y también en Windows. Hay también derivados de DOS y FreeDOS y en la consola de juegos Wii (v. Mplayer CE).

## Lista de códecs más importantes
- Video MPEG1 (VCD) y MPEG2 (SVCD/DVD/DVB)
- MPEG4, DivX, OpenDivX (DivX4), DivX 5.02, XviD, y otras variantes de MPEG4
- Windows Media Video v7 (WMV1), v8 (WMV2) y v9 (WMV3) usado en archivos .wmv
- RealVideo 1.0, 2.0 (G2), 3.0 (RP8), 4.0 (RP9)
- Sorenson v1/v3 (SVQ1/SVQ3), Cinepak, RPZA y otros códecs QuickTime comunes
- 3ivx decoder
- Cinepak e Intel Indeo códecs (3.1, 3.2, 4.1, 5.0)
- VIVO 1.0, 2.0, I263 y otras variantes h263(+)
- MJPEG, AVID, VCR2, ASV2 y otros formatos hardware
- FLI/FLC
- Decodificador nativo para HuffYUV
- Varios formatos simples y antiguos del tipo RLE-like
- MPEG layer 1, 2, y 3 (MP3) audio (código nativo, con optimización MMX/SSE/3DNow!)
- AC3/A52 (Dolby Digital) audio (software o S/PDIF)
- WMA (DivX Audio) v1, v2 (códec nativo)
- WMA 9 (WMAv3), Voxware audio, ACELP.net etc (usando x86 DLLs)
- RealAudio: COOK, SIPRO, ATRAC3, DNET (usando RP's plugins)
- QuickTime: Qclp, Q-Design QDMC/QDM2, MACE 3/6 (usando QT's DLLs)
- Ogg Vorbis audio códec (lib nativa)
- VIVO audio (g723, Vivo Siren)
- Alaw/ulaw, (ms)gsm, pcm, *adpcm y otros formatos de audio simples y antiguos.
- Flash Video (FLV)